# Falsoropica minuta
Falsoropica minuta là một loài bọ cánh cứng trong họ Cerambycidae.